# Barrouxia spiralis
Barrouxia spiralis – gatunek pasożytniczych pierwotniaków należący do rodziny Eimeriidae z podtypu Apicomplexa, które kiedyś były klasyfikowane jako protista. Występuje jako pasożyt tylko u bezkręgowców. B. spiralis cechuje się oocystami z wieloma sporocystami. Z kolei każda sporocysta zawiera 1 sporozoit.
Obecność tego pasożyta stwierdzono u gatunków z rodzaju Cerebratulus należących do typu wstężnic (Nemertini).